# Kathar
Kathar o Katha és una ciutat i municipalitat a la divisió de Sagaing, Myanmar, 24 hores al nord en tren des de Mandalay, al banc occidental del riu Ayeyarwady. És capital del districte de Katha. No hi ha dades sobre la seva població actual; el 1901 eren 2.931 habitants.
Kathar es coneix en la literatura com el lloc real del Kyauktada fictici, escenari de la primera novel·la de George Orwell Burmese Days (1934). L'autor anglès hi va ser destinat com a oficial de la policia colonial fins al 1926.